# La tana (film)
Pour les articles homonymes, voir Tanna (film) et La Tana.
Pour plus de détails, voir Fiche technique et Distribution.
La tana est un film italien réalisé par Beatrice Baldacci et sorti en 2022.

## Synopsis
Dans les années 2020, les parents de Giulio, citadins, ont choisi une vie à la campagne et une activité agricole ; leur fils de dix-huit ans est insouciant et développe un rapport très authentique avec la nature qui l’entoure. Il a choisi de ne pas partir en vacances pour aider ses parents dans leur activité, mais est troublé par l'arrivée dans la villa voisine de Lia, une jeune femme de vingt ans. Celle-ci a choisi de ramener sa mère dont la santé mentale décline dans sa maison d'enfance,.
La seconde partie du film tourne au drame psychologique.

## Fiche technique
Sauf indication contraire, les informations mentionnées dans cette section peuvent être confirmées par la base de données cinématographiques IMDb,  présente dans la section « Liens externes ».
- Titre original : La tana[1]
- Réalisation : Beatrice Baldacci[2]
- Scénario : Edoardo Puma & Beatrice Baldacci
- Musique : Valentino Orciuolo
- Direction artistique :
- Décors :
- Costumes : Ginevra Angiuli
- Photographie : Giorgio Giannoccaro[4]
- Montage : Isabella Guglielmi
- Production : Andrea Gori & Aurora Alma Bartiromo
- Sociétés de production : Lumen Films & Rai Cinema
- Société de distribution : PFA Films
- Budget :
- Pays d'origine :  Italie
- Langue originale : italien
- Format : 4/3[3]
- Genre :
- Durée : 88 minutes
- Dates de sortie :
  - Italie : 6 septembre 2021 (Mostra de Venise 2021) ; 28 avril 2022 (sortie nationale[1])

## Distribution
- Irene Vetere : Lia
- Lorenzo Aloi : Giulio
- Hélène Nardini (it) : la mère de Lia
- Elisa Di Eusanio : la mère de Giulio
- Paolo Ricci : le père de Giulio
- Federico Rosati

## Genèse du film

### Musique
La musique du film est composée par Valentino Orciuolo

## Accueil

### Accueil critique
La Tana est considéré comme un « petit film mais aux ambitions d'auteur réussies », décrivant un drame psychologique et l'irruption simultanée de l'amour et de la mort. Les critiques louent notamment la capacité des personnages à se taire et à exprimer leur ressenti par des silences et des regards plutôt qu'en paroles.
La capacité de la réalisatrice à filmer la nature omniprésente, souvent de très près et dans un format 4/3 bien adapté, est appréciée des commentateurs,.